# Shin Eun-soo
Shin Eun-soo (en hangul, 신은수; en hanja, 申恩秀) (Yangcheon-gu, Seúl; 23 de octubre de 2002) es una actriz surcoreana. Hizo su debut como actriz en la película Vanishing Time: A Boy Who Returned interpretando el papel principal, en 2016. También participó en el drama The Legend of the Blue Sea (2016) interpretando la versión adolescente de Sehwa.

## Carrera
Desde 2019 es miembro de la agencia NPIO Entertainment.

### Predebut
En 2014 se unió a la agencia JYP Entertainment como aprendiz de K-pop; allí coincidió con algunas integrantes de Twice, junto a las que solía ensayar.
En 2015, realizó una audición para el papel principal femenino en la película Vanishing Time: A Boy Who Returned. Aunque nunca había actuado antes, Shin fue elegida entre 300 candidatos para trabajar junto a Kang Dong Won. Le dieron dos meses de preparación y prácticas de actuación. La filmación comenzó el 7 de octubre de 2015 y fue presentada oficialmente por JYP Entertainment el día 14 a través de los canales SNS de la agencia. Asistió a su primera conferencia de producción en Apgujeong CGV en Gangnam-gu, Seúl, el 11 de octubre de 2016.

### 2016-presente: debut como actriz
Shin debutó como actriz el 16 de noviembre de 2016 en la película Vanishing Time: A Boy Who Returned. Fue elogiada por su desempeño en un papel importante a pesar de ser nueva actriz en una edad tan joven.
En octubre de 2016, fue elegida como la versión adolescente del papel de Jun Ji Hyun en la serie de televisión The Legend of the Blue Sea. En diciembre, también fue elegida para un cortometraje dirigido por Shunji Iwai titulado Chang-ok's Letter, donde interpretó a Bae Doona y a la hija de Kim Joo Hyuk. Fue lanzado en el canal de YouTube de Nestlé Theatre el 16 de febrero de 2017. Luego prestó su voz para interpretar a la protagonista femenina en la película animada titulada The Shower, lanzada en agosto de 2017. Shin también apareció como parte del reparto secundario en la serie web preproducida por JYP Pictures titulada Magic School, junto con varios actores de su agencia. Se estrenó el 11 de septiembre de 2017.
En agosto de 2017 se confirmó que Shin participaría en una nueva película titulada Illang: la brigada del lobo, donde trabajaría con el actor Kang Dong Won por segunda vez. Fue estrenada en 2018.
En octubre de 2020 se unió al elenco recurrente de la serie Do Do Sol Sol La La Sol, donde dio vida a Jin Ha-young, una estudiante que siente un amor no correspondido por Sun Woo-joon, hasta el final de la serie el 27 de noviembre del mismo año.

## Filmografía

### Series de televisión
| Año  | Título                      | Papel                | Cadena              | Notas         | Ref.          |
| ---- | --------------------------- | -------------------- | ------------------- | ------------- | ------------- |
| 2016 | The Legend of the Blue Sea  | Se Hwa (adolescente) | SBS                 | Ep. 3, 4 y 13 |               |
| 2017 | Magic School                | Han Yi Seul          | JTBC, Naver TV Cast | Serie web     | [ 13 ] [ 18 ] |
| 2018 | Bad Papa                    | Yoo Young-son        | MBC                 |               |               |
| 2020 | SF8: Baby It’s Over Outside | Shin Hye-hwa         | MBC                 |               |               |
| 2020 | Do Do Sol Sol La La Sol     | Jin Ha-young         | KBS2                |               |               |
| 2022 | Bloody Heart                | Yoo-jung (de joven)  | KBS2                |               |               |
| 2022 | Una familia ejemplar        | Yeon-woo             | Netflix             |               | [ 19 ]        |
| 2022 | Summer Strike               | Kim Bom              | Genie TV, ENA       |               | [ 20 ]        |
| 2023 | Twinkling Watermelon        | Yoon Chung-ah        | tvN                 |               | [ 21 ] [ 22 ] |
| 2024 | Light Shop                  | Hyun Joo             | Disney+             |               | [ 23 ]        |

### Películas
| Año  | Título                             | Papel                 | Notas                | Ref.   |
| ---- | ---------------------------------- | --------------------- | -------------------- | ------ |
| 2016 | Vanishing Time: A Boy Who Returned | Su Rin                | Debut                |        |
| 2017 | Chang-ok's Letter                  | Hye Jung              | Cortometraje         | [ 24 ] |
| 2017 | The Shower                         | Chica                 | Animación (solo voz) | [ 12 ] |
| 2018 | Illang: la brigada del lobo        | Chica de la capa roja |                      | [ 15 ] |
| 2019 | Homme Fatale                       | Suk Jeong             |                      |        |

## Patrocinio
Shin firmó su primer patrocinio como la nueva modelo exclusiva para la empresa de cuidado de la piel y cosméticos Skin Food. Comenzó modelando para un CF del nuevo producto llamado Aqua Grape Bounce Bubble Serum de Skin Food 2017 S/S que se lanzó el 10 de abril de 2017. También apareció en la página principal del producto.

## Premios y nominaciones
| Año  | Premio                                    | Categoría                            | Trabajo nominado                   | Resultados |
| ---- | ----------------------------------------- | ------------------------------------ | ---------------------------------- | ---------- |
| 2016 | The Night of Stars: Korea Top Star Awards | Premio a la estrella de cine popular | Vanishing Time: A Boy Who Returned | Ganadora   |
| 2017 | 22nd Chunsa Film Art Awards               | Mejor nueva actriz                   | Vanishing Time: A Boy Who Returned | Nominada   |
| 2017 | 54th Grand Bell Awards                    | Mejor nueva actriz                   | Vanishing Time: A Boy Who Returned | Nominada   |
| 2018 | 2018 MBC Drama Award                      | Best Young Actress                   | Bad Papa                           | Ganadora   |